# Championnat de Singapour de football 2010
Navigation
Saison 2009 Saison 2011
La saison 2010 du Championnat de Singapour de football est la 78e édition de la première division à Singapour, organisée par la fédération singapourienne sous forme d'une poule unique où toutes les équipes rencontrent trois fois leurs adversaires. Il n'y a pas de relégation puisque les clubs inscrits sont des franchises, à l'image de ce qui se fait dans les championnats australien ou nord-américain. 
C'est le club de l'Etoile FC qui remporte le championnat cette saison, après avoir terminé en tête du classement final, avec un seul point d'avance sur Tampines Rovers et cinq sur Home United FC. C'est le tout premier titre de champion de Singapour du club.
À l'issue de la saison, le champion se qualifie pour la Coupe de l'AFC. Néanmoins, les franchises « étrangères » comme Etoile FC, Albirex Niigata Singapour FC ou Beijing Guoan Talent ne peuvent pas s'aligner en compétition asiatique pour représenter Singapour. La fédération singapourienne renonce à sa place directe en Ligue des champions de l'AFC car l'AFC lui demande de renoncer à avoir des franchises « étrangères » au sein de la S-League, chose que la fédération refuse.
Deux changements ont lieu durant l'intersaison. Une équipe chinoise, Beijing Guoan Talent, équipe-satellite de Beijing Guoan et une équipe composée de joueurs français, l'Etoile FC remplacent les franchises de Super Reds FC et de DPMM Brunéi (exclu en cours de saison dernière).

## Les clubs participants
| - Home United FC - Sengkang Punggol FC - Singapore Armed Forces FC - Woodlands Wellington FC - Albirex Niigata Singapour FC - Beijing Guoan Talent | - Tampines Rovers - Geylang United - Balestier Khalsa FC - Gombak United FC - Young Lions U-23 - Etoile FC |

## Compétition
Le barème de points servant à établir le classement se décompose ainsi :
- Victoire : 3 points ;
- Match nul : 1 point ;
- Défaite : 0 point.

### Classement
| Rang | Équipe                       | Pts | J  | G  | N  | P  | Bp | Bc | Diff |
| ---- | ---------------------------- | --- | -- | -- | -- | -- | -- | -- | ---- |
| 1    | Etoile FCP                   | 70  | 33 | 21 | 7  | 5  | 54 | 23 | +31  |
| 2    | Tampines Rovers              | 69  | 33 | 21 | 6  | 6  | 68 | 30 | +38  |
| 3    | Home United FC               | 65  | 33 | 18 | 11 | 4  | 55 | 31 | +24  |
| 4    | Singapore Armed Forces FCT   | 53  | 33 | 16 | 5  | 12 | 56 | 41 | +15  |
| 5    | Geylang United               | 47  | 33 | 12 | 11 | 10 | 32 | 30 | +2   |
| 6    | Gombak United FC             | 46  | 33 | 12 | 10 | 11 | 33 | 25 | +8   |
| 7    | Albirex Niigata Singapour FC | 37  | 33 | 9  | 10 | 14 | 31 | 42 | -11  |
| 8    | Balestier Khalsa FC          | 37  | 33 | 10 | 7  | 16 | 26 | 40 | -14  |
| 9    | Young Lions U-23 -5          | 34  | 33 | 9  | 12 | 12 | 37 | 45 | -8   |
| 10   | Beijing Guoan TalentP -5     | 31  | 33 | 10 | 6  | 17 | 30 | 49 | -19  |
| 11   | Sengkang Punggol FC          | 27  | 33 | 7  | 6  | 20 | 24 | 48 | -24  |
| 12   | Woodlands Wellington FC      | 19  | 33 | 4  | 7  | 22 | 18 | 60 | -42  |

|  | Champion de Singapour 2010                                                               |
|  | Qualification pour la Coupe de l'AFC 2011                                                |
|  | T : Tenant du titre C : Vainqueur de la Coupe de Singapour P : Club débutant en S-League |

- Young Lions U-23 et Beijing Guoan Talent reçoivent une pénalité de cinq points à cause des graves incidents survenus lors de la rencontre de la 26e journée entre les deux équipes le 7 septembre 2010. La rencontre a dû être arrêtée à la 88e minute sur le score de 1-1.

## Bilan de la saison
| Championnat de Singapour de football 2010 |                       |
| Champion                                  | Etoile FC (1er titre) |
| Coupes et trophées                        |                       |
| Vainqueur de la Coupe de Singapour 2010   | Bangkok Glass FC      |
| Qualifications continentales              |                       |
| Ligue des champions de l'AFC 2011         | Aucun                 |
| Coupe de l'AFC 2011                       | Tampines Rovers       |
| Promotions et relégations                 |                       |
| Promus en S-League                        | Aucun                 |
| Relégués en Division II                   | Aucun                 |